# Cosa insegna realmente la Bibbia?
Cosa insegna realmente la Bibbia? è un libro edito dai Testimoni di Geova, pubblicato nel 2005. Dal 2005 ne sono state pubblicate 237 600 000 copie in 272 lingue diverse.
Viene presentato nella predicazione per offrire gratuiti studi biblici a domicilio.
I testimoni ne fanno anche uso personale, studiandolo e a volte considerandolo alle loro adunanze.

## Contenuto
Il libro, formato da 224 pagine totali, è costituito dall'introduzione, da 19 capitoli e dall'appendice finale.

### Introduzione
- È questo che Dio voleva?

### Capitoli
Titoli dei 19 capitoli:
- 1 Qual è la verità riguardo a Dio?
- 2 La Bibbia: il libro di Dio
- 3 Qual è il proposito di Dio per la terra?
- 4 Chi è Gesù Cristo?
- 5 Il riscatto: il più grande dono di Dio
- 6 Dove sono i morti?
- 7 Vera speranza per i nostri cari che sono morti
- 8 Che cos'è il Regno di Dio?
- 9 Siamo negli "ultimi giorni"?
- 10 Le creature spirituali influiscono su di noi
- 11 Perché Dio permette le sofferrenze?
- 12 Vivere nel modo che piace a Dio
- 13 Santo rispetto per la vita
- 14 Una vita familiare felice
- 15 L'adorazione che Dio approva
- 16 Prendete posizione a favore della vera adorazione
- 17 Accostiamoci a Dio in preghiera
- 18 Il battesimo e la vostra relazione con Dio
- 19 Rimanete nell'amore di Dio

### Appendice
Elenco argomenti dell'appendice:
- Il nome divino: uso e significato:
- La profezia di Daniele predice la venuta del Messia
- Gesù Cristo: il Messia promesso
- La verità circa il Padre, il Figlio e lo spirito santo
- Perché i veri cristiani non usano la croce nell'adorazione?
- Il Pasto Serale del Signore: una celebrazione che onora Dio
- "Anima" e "Spirito": cosa sono realmente?
- Che cosa sono lo Sceol e l'Ades?
- Che cos'è il Giorno del Giudizio?
- Il 1914: un anno importante nelle profezie bibliche
- Chi è l'arcangelo Michele?
- Identificata "Babilonia la Grande"
- Gesù nacque in dicembre?
- Dovremmo osservare le feste?